# Abu Bakr (wieś)
Abu Bakr (arab. أبو بكر) – wieś w Syrii, w muhafazie Al-Hasaka. W 2004 roku liczyła 297 mieszkańców.